# آثار قدیمی دلی مهتاب
آثار قدیمی دلی مهتاب مربوط به دوران‌های تاریخی پس از اسلام است و در شهرستان کهگیلویه، روستای شوار واقع شده و این اثر در تاریخ ۲۴ فروردین ۱۳۸۲ با شمارهٔ ثبت ۸۳۲۶ به‌عنوان یکی از آثار ملی ایران به ثبت رسیده است.